# Tamarine Tanasugarn
Tamarine Tanasugarn (in thai แทมมารีน ธนสุกาญจน์; pron. tʰɛːmmāːrīːn tʰánásùkāːn; Los Angeles, 24 maggio 1977) è una militare ed ex tennista thailandese.

## Biografia
Nata a Los Angeles in una famiglia di sportivi (in particolare il padre Virachai era un cestista thailandese che ha partecipato alle qualificazioni per le olimpiadi di Tokyo 1964), è cresciuta in Thailandia. 
Dopo aver concluso la carriera agonistica ha intrapreso quella militare entrando nella reale polizia thailandese raggiungendo il grado di tenente.

## Carriera
A livello giovanile ha ottenuto ottimi risultati, durante il torneo di Wimbledon 1995 è riuscita ad avanzare fino al turno decisivo per poi arrendersi alla polacca Aleksandra Olsza in due set combattuti.
L'anno successivo ha raggiunto la sua prima finale nel circuito WTA, nel torneo di Pattaya ha eliminato due teste di serie sulla sua strada prima di arrendersi a un passo dal titolo alla favorita dal seeding Ruxandra Dragomir. Nel 1997 ha iniziato a giocare i tornei dello Slam, avanzò fino al terzo turno in Australia, Wimbledon e a New York. 
In oltre vent'anni di carriera è riuscita a conquistare quattro titoli nel singolare e otto nel doppio femminile, ha raggiunto come migliore classifica la 19ª in singolare e la 15ª in doppio.
Negli Slam ha disputato un quarto di finale in singolare (Wimbledon 2008 sconfitta da Venus Williams) e una semifinale nel doppio durante Wimbledon 2011 insieme a Marina Eraković.
Ha partecipato a ben quattro Olimpiadi consecutive a partire da Atlanta 1996 ottenendo come migliori risultati i quarti di finale in doppio raggiunti nel 1996 e 2000. Per la sua nazione ha conquistato cinque medaglie ai giochi asiatici e diciotto medaglie ai giochi del Sud-est asiatico, in Fed Cup ha rappresentato la thailandia a partire dal 1993 e detiene i primati nazionali sia per incontri che per numero di successi nella competizione.
Ha annunciato il ritiro nel giugno del 2016 per poi tornare sui propri passi nel dicembre 2018, ha disputato infatti una serie di tornei ITF esclusivamente in doppio fino al febbraio 2020.

## Statistiche

### Singolare

#### Vittorie (4)
| Legenda: Prima del 2009 | Legenda: Dal 2009     |
| ----------------------- | --------------------- |
| Grande Slam (0)         |                       |
| Ori Olimpici (0)        |                       |
| WTA Championships (0)   |                       |
| Tier I (0)              | Premier Mandatory (0) |
| Tier II (0)             | Premier 5 (0)         |
| Tier III (1)            | Premier (0)           |
| Tier IV (1)             | International (2)     |
| Tier V (0)              | International (2)     |

| N. | Data            | Torneo                            | Superficie | Avversaria        | Punteggio        |
| 1. | 9 febbraio 2003 | Hyderabad Open, Hyderabad         | Cemento    | Iroda Tulyaganova | 6-4, 6-4         |
| 2. | 14 giugno 2008  | Ordina Open, 's-Hertogenbosch     | Erba       | Dinara Safina     | 7-5, 6-3         |
| 3. | 13 giugno 2009  | Ordina Open, 's-Hertogenbosch (2) | Erba       | Yanina Wickmayer  | 6-3, 7-5         |
| 4. | 17 ottobre 2010 | HP Open, Osaka                    | Cemento    | Kimiko Date Krumm | 7-5, 6(4)–7, 6-1 |

#### Sconfitte in finale (7)
| Legenda: Prima del 2009 | Legenda: Dal 2009     |
| ----------------------- | --------------------- |
| Grande Slam (0)         |                       |
| Ori Olimpici (0)        |                       |
| WTA Championships (0)   |                       |
| Tier I (0)              | Premier Mandatory (0) |
| Tier II (0)             | Premier 5 (0)         |
| Tier III (4)            | Premier (0)           |
| Tier IV (1)             | International (1)     |
| Tier V (1)              | International (1)     |

| N. | Data             | Torneo                                 | Superficie | Avversaria        | Punteggio        |
| 1. | 24 novembre 1996 | PTT Pattaya Open, Pattaya              | Cemento    | Ruxandra Dragomir | 6(4)–7, 4-6      |
| 2. | 18 giugno 2000   | AEGON Classic, Birmingham              | Erba       | Lisa Raymond      | 2-6, 7–6(7), 4-6 |
| 3. | 7 ottobre 2001   | Japan Open Tennis Championships, Tokyo | Cemento    | Monica Seles      | 3-6, 2-6         |
| 4. | 13 gennaio 2002  | Canberra International, Canberra       | Cemento    | Anna Smashnova    | 5-7, 6(2)–7      |
| 5. | 17 febbraio 2002 | Qatar Ladies Open, Doha                | Cemento    | Monica Seles      | 6(6)–7, 3-6      |
| 6. | 15 ottobre 2006  | PTT Bangkok Open, Bangkok              | Cemento    | Vania King        | 6-2, 4-6, 4-6    |
| 7. | 14 febbraio 2010 | PTT Pattaya Open, Pattaya (2)          | Cemento    | Vera Zvonarëva    | 4-6, 4-6         |

### Doppio

#### Vittorie (8)
| Legenda: Prima del 2009 | Legenda: Dal 2009     |
| ----------------------- | --------------------- |
| Grande Slam (0)         |                       |
| Ori Olimpici (0)        |                       |
| WTA Championships (0)   |                       |
| Tier I (0)              | Premier Mandatory (0) |
| Tier II (1)             | Premier 5 (0)         |
| Tier III (3)            | Premier (0)           |
| Tier IV (1)             | International (3)     |
| Tier V (0)              | International (3)     |

| N. | Data              | Torneo                                       | Superficie  | Compagna          | Avversarie                             | Punteggio        |
| 1. | 11 gennaio 1998   | ASB Classic, Auckland                        | Cemento     | Nana Miyagi       | Julie Halard-Decugis Janette Husárová  | 6-4, 7-5         |
| 2. | 22 ottobre 2000   | China Open, Shanghai                         | Cemento     | Lilia Osterloh    | Rita Grande Meghann Shaughnessy        | 7–5, 6-1         |
| 3. | 30 settembre 2001 | Commonwealth Bank Tennis Classic, Bali       | Cemento (i) | Evie Dominikovic  | Janet Lee Wynne Prakusya               | 7–6(1), 6-4      |
| 4. | 5 ottobre 2003    | Japan Open Tennis Championships, Tokyo       | Cemento     | Marija Šarapova   | Ansley Cargill Ashley Harkleroad       | 7–6(1), 6-0      |
| 5. | 26 ottobre 2006   | BGL Luxembourg Open, Lussemburgo             | Cemento (i) | Marija Šarapova   | Olena Tatarkova Marlene Weingärtner    | 6-1, 6-4         |
| 6. | 15 febbraio 2009  | PTT Pattaya Open, Pattaya                    | Cemento     | Jaroslava Švedova | Julija Bejhel'zymer Vitalija D'jačenko | 6-3, 6-2         |
| 7. | 14 febbraio 2010  | PTT Pattaya Open, Pattaya (2)                | Cemento     | Marina Eraković   | Anna Čakvetadze Ksenija Pervak         | 7-5, 6-1         |
| 8. | 22 settembre 2012 | Guangzhou International Women's Open, Canton | Cemento     | Zhang Shuai       | Jarmila Gajdošová Monica Niculescu     | 2-6, 6-2, [10-8] |

#### Sconfitte in finale (8)
| Legenda: Prima del 2009 | Legenda: Dal 2009     |
| ----------------------- | --------------------- |
| Grande Slam (0)         |                       |
| Ori Olimpici (0)        |                       |
| WTA Championships (0)   |                       |
| Tier I (1)              | Premier Mandatory (0) |
| Tier II (3)             | Premier 5 (0)         |
| Tier III (2)            | Premier (0)           |
| Tier IV (0)             | International (2)     |
| Tier V (0)              | International (2)     |

| N. | Data              | Torneo                                       | Superficie    | Compagna         | Avversarie                     | Punteggio        |
| 1. | 16 agosto 1998    | LA Women's Tennis Championships, Los Angeles | Cemento       | Olena Tatarkova  | Martina Hingis Nataša Zvereva  | 4-6, 2-6         |
| 2. | 27 febbraio 2000  | Cellular South Cup, Oklahoma City            | Cemento (i)   | Olena Tatarkova  | Kimberly Po Corina Morariu     | 4-6, 6-4, 2-6    |
| 3. | 14 ottobre 2001   | China Open, Shanghai                         | Cemento       | Evie Dominikovic | Lenka Němečková Liezel Huber   | 0-6, 5-7         |
| 4. | 21 settembre 2003 | China Open, Shanghai (2)                     | Cemento       | Ai Sugiyama      | Émilie Loit Nicole Pratt       | 3-6, 3-6         |
| 5. | 8 agosto 2004     | Rogers Cup, Montréal                         | Cemento       | Liezel Huber     | Ai Sugiyama Shinobu Asagoe     | 0-6, 3-6         |
| 6. | 2 novembre 2008   | Bell Challenge, Québec                       | Sintetico (i) | Jill Craybas     | Anna-Lena Grönefeld Vania King | 6(3)–7, 4-6      |
| 7. | 7 aprile 2013     | Monterrey Open, Monterrey                    | Cemento       | Eva Birnerová    | Tímea Babos Kimiko Date-Krumm  | 1-6, 4-6         |
| 8. | 15 febbraio 2015  | PTT Pattaya Open, Pattaya                    | Cemento       | Shūko Aoyama     | Chan Hao-ching Chan Yung-jan   | 6-2, 4-6, [3-10] |

## Risultati in progressione
| Sigla | Risultato               |
| ----- | ----------------------- |
| V     | Vincitore               |
| F     | Finalista               |
| SF    | Semifinalista           |
| O     | Oro olimpico            |
| A     | Argento olimpico        |
| SF    | Bronzo olimpico         |
| QF    | Quarti di Finale        |
| 4T    | Quarto turno            |
| 3T    | Terzo turno             |
| 2T    | Secondo turno           |
| 1T    | Primo turno             |
| RR    | Round Robin             |
| LQ    | Turno di qualificazione |
| A     | Assente                 |
| ND    | Non disputato           |

| Legenda superfici    |
| -------------------- |
| Cemento              |
| Terra battuta        |
| Erba                 |
| Superficie variabile |

### Singolare nei tornei del Grande Slam
| Torneo          | 1996 | 1997 | 1998 | 1999 | 2000 | 2001 | 2002 | 2003 | 2004 | 2005 | 2006 | 2007 | 2008 | 2009 | 2010 | 2011 | 2012 | 2013 | 2014 |
| --------------- | ---- | ---- | ---- | ---- | ---- | ---- | ---- | ---- | ---- | ---- | ---- | ---- | ---- | ---- | ---- | ---- | ---- | ---- | ---- |
| Australian Open | A    | 3T   | 4T   | 1T   | 3T   | 3T   | 3T   | 3T   | 1T   | 2T   | 1T   | 1T   | 1T   | 1T   | 2T   | 1T   | 1T   | A    | A    |
| Open di Francia | A    | 2T   | 1T   | 1T   | 2T   | 1T   | 3T   | 1T   | 1T   | 1T   | A    | 2T   | 1T   | 2T   | 1T   | A    | 1T   | A    | A    |
| Wimbledon       | A    | 3T   | 4T   | 4T   | 4T   | 4T   | 4T   | 1T   | 4T   | 2T   | 3T   | 1T   | QF   | 1T   | 1T   | 2T   | 1T   | A    | A    |
| US Open         | A    | 3T   | 1T   | 2T   | 3T   | 1T   | 2T   | 4T   | 1T   | 1T   | A    | 1T   | 1T   | 1T   | A    | 1T   | A    | A    | A    |

### Doppio nei tornei del Grande Slam
| Torneo          | 1996 | 1997 | 1998 | 1999 | 2000 | 2001 | 2002 | 2003 | 2004 | 2005 | 2006 | 2007 | 2008 | 2009 | 2010 | 2011 | 2012 | 2013 | 2014 |
| --------------- | ---- | ---- | ---- | ---- | ---- | ---- | ---- | ---- | ---- | ---- | ---- | ---- | ---- | ---- | ---- | ---- | ---- | ---- | ---- |
| Australian Open | A    | 1T   | 1T   | 1T   | 3T   | A    | A    | 1T   | 2T   | A    | 2T   | 1T   | 2T   | 1T   | 1T   | 1T   | 1T   | 1T   | 1T   |
| Open di Francia | A    | 1T   | 1T   | 1T   | 1T   | A    | 2T   | A    | 2T   | 1T   | A    | 2T   | 1T   | 1T   | 1T   | A    | 3T   | 2T   | A    |
| Wimbledon       | 2T   | 1T   | 2T   | 2T   | 1T   | A    | 2T   | A    | 2T   | 1T   | A    | 2T   | 2T   | 2T   | 1T   | SF   | 3T   | 3T   | A    |
| US Open         | A    | 2T   | 2T   | A    | 1T   | A    | A    | A    | QF   | 1T   | A    | 2T   | 1T   | A    | A    | 1T   | 2T   | A    | A    |

### Doppio misto nei tornei del Grande Slam
| Torneo          | 1996 | 1997 | 1998 | 1999 | 2000 | 2001 | 2002 | 2003 | 2004 | 2005 | 2006 | 2007 | 2008 | 2009 | 2010 | 2011 | 2012 | 2013 | 2014 |
| --------------- | ---- | ---- | ---- | ---- | ---- | ---- | ---- | ---- | ---- | ---- | ---- | ---- | ---- | ---- | ---- | ---- | ---- | ---- | ---- |
| Australian Open | A    | A    | A    | A    | A    | A    | A    | A    | A    | A    | A    | A    | A    | A    | A    | A    | A    | A    | A    |
| Open di Francia | A    | A    | A    | A    | A    | A    | A    | A    | A    | A    | A    | A    | A    | A    | A    | A    | A    | A    | A    |
| Wimbledon       | A    | A    | A    | A    | A    | A    | A    | A    | A    | A    | A    | A    | A    | 2T   | A    | A    | A    | A    | A    |
| US Open         | A    | A    | A    | A    | A    | A    | A    | A    | A    | A    | A    | A    | A    | A    | A    | A    | A    | A    | A    |

## Vittorie contro giocatrici top 10
| Stagione | 1998 | 1999 | 2000 | 2001 | 2002 | 2003 | 2004 | 2005 | 2006 | 2007 | 2008 | 2009 | Totale |
| -------- | ---- | ---- | ---- | ---- | ---- | ---- | ---- | ---- | ---- | ---- | ---- | ---- | ------ |
| Vittorie | 1    | 0    | 0    | 2    | 0    | 1    | 0    | 0    | 0    | 0    | 2    | 1    | 7      |

| #    | Giocatrice         | Ranking | Evento                               | Superficie | Turno | Punteggio           | Rank. TTR |
| ---- | ------------------ | ------- | ------------------------------------ | ---------- | ----- | ------------------- | --------- |
| 1998 |                    |         |                                      |            |       |                     |           |
| 1.   | Iva Majoli         | 6       | Australian Open, Melbourne           | Cemento    | 3T    | 6-0, 6-2            | 44        |
| 2001 |                    |         |                                      |            |       |                     |           |
| 2.   | Nathalie Tauziat   | 10      | Eastbourne International, Eastbourne | Erba       | 2T    | 6(1)-7, 7-6(6), 6-3 | 33        |
| 3.   | Amélie Mauresmo    | 6       | Torneo di Wimbledon, Londra          | Erba       | 3T    | 6-4, 6-4            | 31        |
| 2003 |                    |         |                                      |            |       |                     |           |
| 4.   | Daniela Hantuchová | 9       | US Open, New York                    | Cemento    | 3T    | 6-2, 6-4            | 39        |
| 2008 |                    |         |                                      |            |       |                     |           |
| 5.   | Dinara Safina (1)  | 9       | Rosmalen Open, Rosmalen              | Erba       | F     | 7-5, 6-3            | 85        |
| 6.   | Jelena Janković    | 3       | Torneo di Wimbledon, Londra          | Erba       | 4T    | 6-3, 6-2            | 60        |
| 2009 |                    |         |                                      |            |       |                     |           |
| 7.   | Dinara Safina (2)  | 1       | Rosmalen Open, Rosmalen              | Erba       | SF    | 7-5, 7-5            | 47        |